# Valdemar I da Dinamarca
Valdemar I da Dinamarca (1131–1182), também conhecido como Valdemar, o Grande (em dinamarquês: Valdemar den Store), reinou na Dinamarca de 1157 a 1182.
Seu pai Canuto Lavardo, cavaleiro e príncipe dinamarquês muito estimado, filho de Érico I, foi assassinado antes de ele nascer e sua mãe, Ingeborga, filha de Mistislau I de Quieve, deu-lhe este nome em memória ao seu avô Vladimir II de Quieve.
Herdeiro do trono, foi educado na corte e Asser Rig de Fjenneslev, com o filho de Asser, Absalão que se tornou seu amigo e homem de confiança.
Quando Valdemar completou dezesseis anos, o velho rei Érico I abdicou e instalou-se uma guerra civil. Os pretendentes ao trono eram: Sueno III, filho de Érico II; Canuto Magnussen, filho do príncipe Magno, o Forte e neto de Nicolau I e Valdemar, que governava nas terras da Jutlândia. A guerra civil durou mais ou menos doze anos.
Em 1157, o rei Sueno III organizou um grande banquete em honra de Canuto Magnussen (Canuto V), Absalão e Valdemar, com a secreta intenção de "livrar-se deles". O rei Canuto foi assassinado, Absalão e Valdemar conseguiram fugir. Valdemar se refugiou em Jutlândia. O rei Sueno III dirigiu, de imediato, a invasão da Jutlândia, mas foi derrotado por Valdemar. Crê-se que Sueno III foi assassinado por um grupo de camponeses, quando este abandonava o campo de batalha.
Valdemar, que sobreviveu a todos os seus rivais, ascendeu ao trono da Dinamarca.
Em 1158, Absalão foi nomeado bispo de Roskilde e Valdemar o elegeu seu conselheiro principal. Valdemar reorganizou e reconstruiu a Dinamarca, que havia sido destruída por tanto anos de guerra. Aconselhado por Absalão, declarou guerra aos habitante da Pomerânia e à ilha de Rügen no mar Báltico. Em 1168, Cabo Arkona foi assaltada, os habitantes de Wend foram cristianizados e submetidos ao novo monarca dinamarquês.
Durante o seu reinado, o poder da Dinamarca aumentou muito, poder que alcançou seu apogeu na época de seu segundo filho, Valdemar II. Valdemar I morreu em 1182; seu sucessor foi seu filho Canuto VI.
Valdemar I se casou em 1157 com Sofia de Minsque, nascida em 1141 e falecida em 1198, filha do príncipe Volodar de Minsque, dirigente da Bielorrússia. Tiveram oito filhos:
- Canuto VI (1163-1202).
- Valdemar II (1170-1241).
- Sofia, (1159-1208), casada com Sigurdo III de Orlamünde.
- Margarida e Maria, monjas de Roskilde.
- Riquilda, morta em 1220, casada com o rei Érico X da Suécia.
- Helena, morta em 1233, casada com William de Lüneburg.
- Ingeborg (1175-1236) rainha consorte de Filipe II da França.

Valdemar teve, também, um filho ilegítimo:
- Cristóvão, nomeado duque do sul da Jutlândia, nasceu em 1150 e morreu em 1173.